# Манстер рагби
Манстер рагби (енгл. Munster Rugby) је професионални ирски рагби јунион тим из Лимерика који учествује у Про 12 и представља провинцију Манстер. Манстер је један од најславнијих рагби тимова са старог континента, 2 пута је био шампион Европе и 3 пута је освајао Про 12. Боја Манстера је црвена, а капитен екипе је Питер О’Махони. Грб клуба су три круне и јелен, а мото рагбиста Манстера је " За храбре и верујуће ништа није немогуће. " Једну од највећих победа у историји Манстер је забележио 1978. када је савладао Нови Зеланд са 12-0. Манстер рагби има велику армију верних навијача. Међу познатим рагбистима који су играли за Манстер су Пол О’Конел, Ронан О’Гара, Кејт Вуд, Питер Стринџер, Кристијан Кален, Пол Варвик, Жан де Вилијерс... Највише утакмица за Манстер одиграо је Донча О’Калаган - 263, водећи поентер је Ронан О’Гара - 2560 поена, а највише есеја - 41 дао је Ентони Хорган
- Про 12

- Шампион (3) : 2003, 2009, 2011
- Вицешампион (3) : 2002, 2005, 2015.

- Куп европских шампиона у рагбију

- Освајач (2) : 2006, 2008.
- Финалиста (2) : 2000, 2002.

Први тим
Феликс Џонс
Симон Зибо
Ронан О’Махони
Ендру Конвеј
Френсис Сејли
Денис Харли
Кејт Ерлс
Мет Д'Арси
Ијан Китли
Данкан Вилијамс
Конор Мареј
Питер О’Махони - капитен 
Томи О’Донел
Шејн Бакли
Били Холанд
Дејв Фоли
Џон Рајан
Дејвид Килкојн
Стефен Арчер
Мајк Шери
Кевин О’Бирн
Данкан Кесеј